# Гнездилов, Владимир Георгиевич
Владимир Георгиевич Гнездилов (1898 ― 1958) ― российский и советский учёный, паразитолог, доктор медицинских наук, профессор, заведующий кафедрой общей биологии и паразитологии Военно-медицинской академии (1956—1958 гг.), полковник медицинской службы.

## Биография
Владимир Георгиевич Гнездилов родился в 1898 году.
С 1919 по 1920 годы участвовал в гражданской войне в России. В 1926 году завершил обучение в Военно-медицинской академии. Приступил к медицинской практике и до 1928 года служил врачом на линейном корабле «Марат», затем работал в Кронштадте.
После успешного завершения обучения в адъюнктуре, в 1934 году, стал работать преподавателем кафедры общей биологии и паразитологии Военно-медицинской академии, а в 1956 году избран и стал трудиться на должности заведующего этой кафедры.
В 1945 году успешно защитил диссертацию на соискание степени доктора медицинских наук, на тему: «Дизентерийные амебы и другие кишечные простейшие человека в связи с вопросом об адаптивных модификациях». В 1948 году ему присвоено научное звание — профессор.
Является автором более 70 научных работ, которые в основном посвящены проблемам медицинской гельминтологии, протозоологии и общей биологии. Участник многих экспедиций на территории Средней Азии, Закавказья, Дальнего Востока, Северной Кореи. Он глубоко исследовал географическое распространение глистных инвазий, а также определил круг потенциальных хозяев широкого лентеца и цепня вооруженного. Большое число людей, преимущественно жителей Дальнего Востока и Северной Кореи принимало участие в его лабораторных работах. По изученным биологическим материалам он представил гипотезу адаптивных модификаций простейших кишечника человека, в частности у дизентерийной амебы. Значительная часть его трудов посвящена анализу внутривидовых и межвидовых соотношений при искусственном заражении животных плероцеркоидами широкого лентеца.
Активный участник медицинского сообщества. Член КПСС. Награждался различными государственными наградами за трудовую деятельность и военную службу.
Умер в 1958 году в Ленинграде.

## Награды
Награждён государственными наградами:
- Орден Ленина
- два ордена Красного Знамени
- другими медалями

## Научная деятельность
Труды, монографии:
- Гнездилов В. Г. Дизентерийные амебы и другие кишечные простейшие человека в связи с вопросом об адаптивных модификациях, диссертация, Ленинград, 1944;
- Гнездилов В. Г., Павловский Е. Н. Внутривидовые и межвидовые отношения среди компонентов паразитоценоза кишечника хозяина, Зоологический журнал, т. 32, в, 2, 1953.